# Benoît Pedretti
Benoît Pedretti (n. 12 noiembrie 1980, Audincourt, Doubs, Franța) este un fotbalist francez care evoluează la clubul AC Ajaccio.
El și-a început cariera profesionistă la Sochaux, unde a jucat între 1999 și 2004. Ulterior a mai evoluat la echipe ca Olympique de Marseille,  Olympique Lyon și Lille. La naționala Franței a adunat 22 de selecții.

## Palmares

### Club
FC Sochaux
- Ligue 2: 2001
- Coupe de la Ligue: 2004

Olympique Lyonnais
- Trophée des Champions: 2005
- Ligue 1: 2005–06

### Internațional
Franța
- Cupa Confederațiilor FIFA: 2003